# Fundacja Jolanty i Leszka Czarneckich
Fundacja Jolanty i Leszka Czarneckich – pozarządowa organizacja non-profit założona przez przedsiębiorcę i filantropa dr Leszka Czarneckiego oraz Jolantę Pieńkowską-Czarnecką, dziennikarkę telewizyjną. Zainaugurowała swoją działalność w 2007 we Wrocławiu. Zajmuje się szeroko rozumianą pomocą dla dzieci i młodzieży oraz, w przypadkach szczególnych, inną działalnością charytatywną. Fundacja jest wpisana do Krajowego Rejestru Sądowego w Rejestrze Fundacji, Stowarzyszeń i innych Organizacji Społecznych. Fundacja działa na podstawie Statutu i podlega kontroli.

## Ogólne informacje
Misją Fundacji jest pomoc dzieciom i młodzieży, z jednej strony – poprzez przełamywanie barier powstałych w wyniku chorób lub urazów, z drugiej – poprzez dawanie szans wybitnie uzdolnionym uczniom na dalszą edukację. Fundacja chce przede wszystkim stworzyć podopiecznym warunki do samodzielnego życia.
Fundacja Jolanty i Leszka Czarneckich jest jedną z nielicznych w Polsce Fundacji opierających swoją działalność prawie w całości (99%) na prywatnym kapitale przekazanym przez Jolantę i Leszka Czarneckich. Fundatorzy do końca 2018 roku przekazali ponad 56 mln zł. Zyski z inwestycji kapitałowych zostały przeznaczone na działalność statutową, do tej pory Fundacja wydała blisko 27 mln zł.

## Historia Fundacji
Fundacja została założona przez dr Leszka Czarneckiego oraz Jolantę Pieńkowską-Czarnecką. Od początku swojego istnienia koncentruje swoją działalność i angażuje się w projekty związane z pomocą charytatywną i wspieraniem młodych zdolnych osób.

## Zadania Fundacji
- Pomoc dzieciom i młodzieży w trudnej sytuacji życiowej oraz materialnej poprzez realizację głównej misji: wyrównywanie szans,
- Wsparcie wybitnie uzdolnionych przedstawicieli młodego pokolenia poprzez finansowanie programów stypendialnych (naukowych oraz socjalnych),
- Działanie na rzecz dzieci i młodzieży poszkodowanych w wyniku urazów i chorób poprzez umożliwienie im osiągnięcia samodzielności.

## Programy realizowane przez Fundację
- Bądź samodzielny[2] – program skierowany do poszkodowanej przez los młodzieży. Wsparcie pozwala podopiecznym osiągnąć samodzielność i wejść w dorosłość.
- Indeks Start2Star[3]- wsparcie dla młodzieży, która znajduje się na samym starcie dorosłego życia. W ramach programu przyznawane są stypendia na cały okres studiów dla wybitnie uzdolnionych maturzystów z niezamożnych rodzin, którzy kontynuują naukę na najlepszych uczelniach w Polsce.
- Start2Staż – projekt jest skierowany do studentów czwartego lub piątego roku studiów oraz absolwentów szkół wyższych – stypendystów programu Indeks Start2Star. Daje szansę na pracę w spółkach Fundatora dr Leszka Czarneckiego, dla którego rozwój młodych talentów jest priorytetem.
- Life Challenges[4]- to wsparcie dla najzdolniejszych absolwentów szkół ponadgimnazjalnych, podejmujących studia wyższe oraz dla absolwentów szkół wyższych kontynuujących naukę w renomowanych ośrodkach. Program dedykowany jest także osobom rozwijającym swoje wyjątkowe umiejętności i talenty.
- Nagroda Edukacyjna[5]- program skierowany do dzieci pracowników firm dr Leszka Czarneckiego, którzy są uczniami szkół podstawowych, gimnazjalnych oraz ponadgimnazjalnych. Stanowi formę pomocy materialnej dla wybitnych i najbardziej aktywnych dzieci pracowników Spółek, wykazujących się ponadprzeciętnymi wynikami w nauce oraz aktywnością pozaszkolną.

## Fundacja Jolanty i Leszka Czarneckich

### Rada Fundacji[6]
- dr Leszek Czarnecki – Fundator, Przewodniczący Rady Fundacji.
- Jolanta Pieńkowska-Czarnecka – Członek Rady Fundacji.
- Andrzej Foltyn – Członek Rady Fundacji.
- Marek Grzegorzewicz – Członek Rady Fundacji.

### Zarząd[7]
- Marta Nagrodzka-Łada – Prezes Zarządu.